# Isabel d'Àustria
Isabel d'Àustria (Brussel·les, 18 de juliol de 1501 - Zwijnaarde, 19 de gener de 1526) fou arxiduquessa d'Àustria, infanta de Castella i Aragó i reina de Dinamarca, Suècia i Noruega com a esposa del rei Cristià II dit Cristià el Tirà.
Va ser la segona filla de Felip I i Joana I de Castella i germana de l'emperador Carles V. Va rebre el nom d'Isabel en honor a la seva àvia, Isabel I de Castella. Es va casar amb Cristià II de Dinamarca el 1515, servint als interessos polítics del seu avi, Maximilià I, amb l'acord del lliurament d'un dot de 250.000 lliures, que la parella no va rebre mai.
Va aprendre danès i va actuar com regent de Dinamarca en absència del seu marit. Abandonada pel seu marit, que tingué diverses amants i concubines, va patir persecucions quan Cristià fou destronat, i cercà asil al costat del seu germà Carles V. Malgrat la situació del matrimoni, va continuar actuant com a representant del seu marit davant de prínceps i creditors.
Tot i la desatenció que tingué Cristià vers Isabel, la parella va tenir sis fills:
- Joan. Príncep de Dinamarca (1518-1532).
- Maximilià (1519).
- Felip (1519-1520).
- Dorotea d'Oldemburg (1520-1580), es casà el 1534 amb el duc palatí Frederic II.
- Cristina de Dinamarca (1521-1590), es va casar el 1534 amb el comte Francesc II Sforza de Milà, i el 1541 amb el comte Francesc I de Lorena.
- Un darrer fill (1523).

Va morir el 1526, als 24 anys.